# Hauteroda
Hauteroda est une ancienne commune allemande de l'arrondissement de Kyffhäuser, Land de Thuringe.

## Géographie
Hauteroda se situe à l'est de la Goldene Aue.
La commune comprend le quartier de Lundershausen.
| Oberheldrungen |           |         |
|                | Hauteroda |         |
| Beichlingen    |           | Kölleda |

## Histoire
Hauteroda est mentionné pour la première fois en 1448 dans un registre des biens de Guillaume II de Thuringe.
L'activité la plus importante du village fut l'exploitation de la potasse. La Kaliwerk Gewerkschaft Walter et la Kaliwerk Gewerkschaft Irmgard sont aujourd'hui désaffectées.